# Université de Vilnius
L'université de Vilnius en Lituanie (en lituanien : Vilniaus universitetas ; en polonais : Uniwersytet Wileński ; en russe : Виленский университет) est une des plus anciennes institutions d'enseignement supérieur de cette partie de l'Europe, venant après Prague (1348) et Cracovie (1364), mais avant Saint-Pétersbourg (1724), Moscou (1755), Varsovie (1816) et Kiev (1834).
La fondation de cette université remonte à 1578, date à laquelle le roi de la république des Deux Nations, Étienne Bathory, transforme l'ancien collège jésuite créé en 1570, en « Académie » (de langues latine et polonaise). L'université reste alors dirigée par les jésuites.
Après la suppression de la Compagnie de Jésus en 1773, l'université passe sous le contrôle du gouvernement polonais, précisément de la Commission de l'éducation nationale créée en 1773. Après le troisième partage de la Pologne en 1795 qui la place sous l'autorité de la Russie, l'université devient le ministère de l'Éducation pour les provinces polonaises annexées à l'Empire. Jusqu'en 1823 c'est le prince Adam Czartoryski qui dirige cette institution. Après le soulèvement polonais de novembre 1830, elle est soumise à la russification. Elle redevient brièvement polonaise (1918-1939), puis passe sous la coupe de l'occupant soviétique (1940-1990).
C'est actuellement la principale université de la république de Lituanie redevenue indépendante.

## Historique

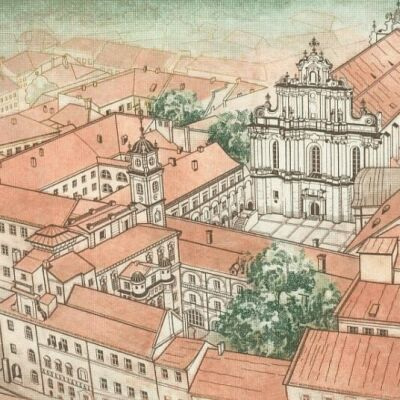
Vue d'ensemble, avec l'observatoire et l'église Saint-Jean.

Les jésuites arrivent à Vilnius en 1569 à l'invitation de l'évêque de Vilnius Mgr Valerijonas Protasevičius (Walerian Protasewicz, 1504-1579). L'année suivante, ils y ouvrent un collège. Son succès est tel qu'ils sont invités à étendre des cours et mettre en place l'enseignement supérieur.
En 1579, sur l'ordre du roi de Pologne et grand duc lituanien Etienne Bathory et avec le consentement du pape Grégoire XIII, le collège jésuite est transformé en école supérieure. Pendant deux siècles, jusqu'en 1773, les jésuites restent responsables de l'enseignement et administration de cette université qui porte alors le nom d'Alma Academia et Universitas Vilnensis Societatis Jesu.
Après la suppression de la Compagnie de Jesus, l'université devient en 1781 un établissement laïc sous le contrôle de la Commission de l'Éducation nationale polonaise et prend le nom d'École centrale de Lituanie.
Passé sous le contrôle russe après les partages de la Pologne, elle change de nom pour devenir en 1803 l'Université impériale de Vilna (Императорский Виленский университет) sous la direction du prince Adam Jerzy Czartoryski. L'université connait alors un développement sans précédent jusqu'à sa fermeture pour esprit séditieux au lendemain de l'insurrection polonaise de 1830.
En 1823, il y a des répressions à l'université de Vilna. Des étudiants polonais en majorité sont arrêtés, alors les professeurs sont destitués, notamment l'historien Joachim Lelewel.
La sévère répression qui suit l'insurrection polonaise de 1830 provoque la fermeture de l'université en 1832.
L'université rouvre en 1919 comme université de langue polonaise, sous une nouvelle appellation de l'université d'Étienne Báthory.
Après la Seconde Guerre mondiale, dans les années 1944-1946, la Lituanie passe sous le contrôle de l'URSS et les professeurs polonais de l'Université sont remplacés par des Lituaniens ou des Russes.
L'université de Vilnius est la principale université lituanienne et participe aux échanges inter-universitaires européens du réseau d'Utrecht.

## Bibliothèque

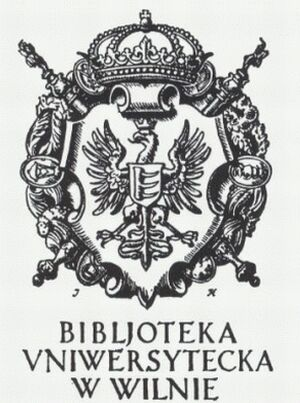
Ex-libris de la bibliothèque, vers 1928.

La Bibliothèque de l’Université de Vilnius a été fondée en 1570 sur la base des collections de Sigismond II, roi de Pologne et grand-duc de Lituanie, et de Georgius Albinius, suffragant de l’évêque de Vilnius. Elle s’est ensuite enrichie de plusieurs milliers de livres légués par  Mgr Valerijonas Protasevičius (Walerian Protasewicz), ainsi que des collections données par de nombreux prélats et magnats lituaniens. Elle a été désignée en 1965 comme bibliothèque de dépôt de l’Organisation des Nations unies ; elle recueille également les documents de l’UNESCO. Elle conserve actuellement 5 300 000 publications.
Le programme Mémoire du monde de l'UNESCO vise la conservation et la diffusion des collections d'archives et de la bibliothèque partout dans le monde.

## Centre pour les cultures sans État
L’université de Vilnius dispose, depuis l’année 1999, d’un institut particulier et unique en son genre, le Centre pour les cultures sans État ni revendication territoriale. Ce centre est le premier institut universitaire consacré exclusivement aux cultures de populations n’ayant ni armée, ni marine, ni pouvoir politique, ni aucun statut indépendant dans le monde. Son but est d’établir des programmes de haut niveau, de recherche et de formation.

## Personnalités liées à l'université

### Recteurs ou membres du Conseil de l'université
- Jakub Wujek (1541-1597), jésuite polonais, écrivain et bibliste, recteur de 1579 à 1580.
- Piotr Skarga (1536-1612), jésuite polonais, recteur de 1580 à 1582.
- Marcin Smiglecki (1563-1618), jésuite, l’un des plus importants philosophes et théologiens polonais.
- Konstantinas Sirvydas (1579-1631), jésuite lituanien et lexicographe, recteur de 1623 à 1624.
- Albert Wijuk Kojałowicz (1609-1677), jésuite et historien lituanien.
- Jan Śniadecki (1756-1830), mathématicien, philosophe et astronome polonais.
- Martin Odlanicki Poczobutt (1728-1810), jésuite polonais, astronome et recteur de 1780 à 1808.
- Ferdynand Ruszczyc (1870-1936), peintre polonais, réorganisateur de l'université après sa fermeture par les autorités russes à la suite du soulèvement polonais de 1830. Créateur de la faculté des Beaux-Arts, professeur, puis de 1908 à 1936.
- Mykolas Biržiška (1882-1962), recteur pendant la Seconde Guerre mondiale.

### Professeurs
- Piotr Skarga (1536-1612), prêtre jésuite polonais. Recteur de l'Académie de Vilnius (1579-1580 vice-recteur, 1580-1582 recteur).
- Jakub Wujek (1541-1597), prêtre jésuite polonais, écrivain et bibliste. Recteur de l'Académie de Vilnius (1579-1580).
- Konstantinas Sirvydas (1580-1631), prêtre jésuite lituanien, linguiste, philologue, et prédicateur de renom. Il est considéré comme le pionnier de la lexicographie et littérature lituanienne.
- Maciej Kazimierz Sarbiewski (1595-1640), prêtre jésuite et poète polonais de langue latine.
- Georg Forster (1754-1794), naturaliste allemand. Également ethnologue, écrivain voyageur, journaliste et révolutionnaire.
- Jan Śniadecki (1756-1830), mathématicien, philosophe et astronome polonais. Recteur de l'Académie de Vilnius.
- Jędrzej Śniadecki (1768-1838), frère du précédent. Écrivain, biologiste, chimiste et médecin polonais. Premier professeur de médecine et de chimie de l'Académie de Vilnius.
- Joseph Frank (1771-1842), médecin allemand.
- Euzebiusz Słowacki (1773-1814), professeur de littérature polonaise, père du poète polonais Juliusz Słowacki.
- Ludwig Heinrich Bojanus (1776-1827), naturaliste allemand, professeur de médecine vétérinaire.
- Leon Borowski (1784-1846), philologue polonais,professeur de rhétorique et de poésie.
- Joachim Lelewel (1786-1861), historien et homme politique polonais.
- Józef Gołuchowski (1797-1858) docteur honoris causa en philosophie polonais.
- Séverin Gałęzowski (1801-1878), médecin en chef de l'Armée polonaise en 1831, exilé ensuite au Mexique puis à Paris.
- Ferdynand Ruszczyc (1870-1936), peintre polonais. Réorganisateur de l'université après sa fermeture par les autorités russes à la suite de l'insurrection des Polonais en 1830. Créateur de la faculté des Beaux-Arts. Professeur, puis recteur de 1908 à 1936.
- Bronisław Jamontt (1886-1957) peintre polonais. Professeur jusqu'à 1946.
- Jan Bułhak (1876-1950) photographe, créateur de la première Institution polonaise de photographie à Wilno. Professeur au département de la photographie artistique de la faculté des Beaux-Arts
- Sara Ginaite (1924-2018) professeur d'économie et résistante lituano-canadienne pendant la Seconde Guerre mondiale.
- Vilenas Vadapalas né en 1954, juriste lituanien, premier représentant de la Lituanie au Tribunal de première instance des Communautés.
- Alfredas Bumblauskas né en 1956, professeur d'histoire.
- Magdalena Avietėnaitė (1892-1984), professeur d'anglais.
- Tomas Davulis (1975-), professeur de droit, spécialiste en droit du travail.

### Étudiants
- Urtė Neniškytė, neuroscientifique
- Adam Mickiewicz, poète ; fondateur de la chaire de langues et littératures slaves du Collège de France
- Ignacy Domeyko (1801-1889), géologue et ingénieur ; recteur de l’université du Chili
- Czesław Miłosz, prix Nobel de littérature en 1980
- Justas Vincas Paleckis, député au Parlement européen
- Joseph Chodzko, topographe et géographe
- Thomas Zan, poète
- Karl Eduard von Eichwald, médecin
- Juliusz Słowacki, poète
- Alexandre Chodzko, philologue et orientaliste ; chaire langues et littérature slaves du Collège de France
- Antoni Odyniec, poète
- Inija Trinkūnienė, ethnologue
- Zenonas Petrauskas, homme politique lituanien
- Tomas Venclova, poète, professeur de langues et de littératures slaves à l'université Yale
- Krystyna Adolphowa, historienne
- Vytautė Žilinskaitė, écrivain

### Autres
- Marcin Knackfus, architect polonais, auteur du bâtiment néoclassique de l'observatoire
- Giovanni Fabbroni (1752-1822), professeur honoraire
- Ona Šimaitė (1894-1970), bibliothécaire de l'université et juste parmi les nations